# 齊帕河
齊帕河是俄羅斯的河流，屬於維季姆河的左支流，由布里亞特共和國負責管轄，河道全長692公里，流域面積42,200平方公里，河水主要來自雨水，每年十月至翌年六月結冰。